# Ligne U2 du métro de Vienne
La ligne U2 du métro de Vienne est l'une des lignes du Métro de Vienne en Autriche.
Mise en service en 1980, elle perd en 2021 une partie de la section d'origine avec quatre stations qui vont être modifiées pour intégrer la nouvelle ligne U5 automatique en 2026.

## Historique

### Chronologie
- 30 août 1980 : ouverture Karlsplatz à Schottenring[1],
- 27 septembre 2003 : fermeture Lerchenfelder Straße[1],
- 10 mai 2008 : ouverture Schottenring à Stadion[1],
- 5 octobre 2010 : ouverture Stadion à Aspernstrasse[1],
- 5 octobre 2013 : ouverture Aspernstrasse à Seestadt[1].

### Histoire
Le 28 mai 2021 la section comprenant les stations Rathaus, Volkstheater, Museumsquartier et Karlsplatz est en travaux dans le cadre de la création de la nouvelle ligne automatique U5, ce qui a nécessité la fermeture de ces stations, qui seront retranchées de la ligne U2 pour être intégrée dans la nouvelle ligne U5 lors de son ouverture prévue en 2026,.
À partir d'octobre 2021, des travaux, prévus jusqu'en 2023, sont en cours pour la création d'une nouvelle station entre Aspernstrasse et Hausfelstrasse. Ce chantier provoque des modifications des circulations sur cette extrémité de la ligne.

## Caractéristiques

### Stations et correspondances
|  |   |  | Station                          | Arrondissement   | Correspondance                                  |
|  | - |  | -------------------------------- | ---------------- | ----------------------------------------------- |
|  | o |  | Seestadt                         | XXIIe Donaustadt |                                                 |
|  | o |  | Aspern Nord                      | XXIIe Donaustadt | , trains régionaux (gare de Vienne-Aspern Nord) |
|  | • |  | Hausfelstrasse                   | XXIIe Donaustadt |                                                 |
|  | • |  | An den alten Schanzen (2024)     | XXIIe Donaustadt |                                                 |
|  | • |  | Aspernstrasse                    | XXIIe Donaustadt |                                                 |
|  | • |  | Donauspital                      | XXIIe Donaustadt |                                                 |
|  | • |  | Hardeggasse                      | XXIIe Donaustadt |                                                 |
|  | • |  | Stadlau                          | XXIIe Donaustadt |                                                 |
|  | • |  | Donaustadtbrücke                 | XXIIe Donaustadt |                                                 |
|  | • |  | Donaumarina                      | IIe Leopoldstadt |                                                 |
|  | • |  | Stadion                          | IIe Leopoldstadt |                                                 |
|  | • |  | Krieau                           | IIe Leopoldstadt |                                                 |
|  | • |  | Messe-Prater                     | IIe Leopoldstadt |                                                 |
|  | o |  | Praterstern                      | IIe Leopoldstadt | Ligne U1 du métro de Vienne                     |
|  | • |  | Taborstrasse                     | IIe Leopoldstadt |                                                 |
|  | o |  | Schottenring                     | Ier Innere Stadt | Ligne U4 du métro de Vienne                     |
|  | o |  | Schottentor                      | Ier Innere Stadt | Terminus provisoire depuis 2021                 |
|  | • |  | Rathaus (2028)                   | Ier Innere Stadt | Ligne U5 du métro de Vienne                     |
|  | • |  | Neubaugasse (2028)               | VIe Mariahilf    | Ligne U3 du métro de Vienne                     |
|  | • |  | Pilgramgasse (2028)              | Ve Margareten    | Ligne U4 du métro de Vienne                     |
|  | • |  | Reinprechtsdorfer Strasse (2028) | Ve Margareten    |                                                 |
|  | • |  | Matzleinsdorfer Platz (2028)     | Xe Favoriten     | (gare de Vienne-Matzleinsdorfer Platz)          |
|  | • |  | Gussriegelstrasse (2032-35)      |                  |                                                 |
|  | • |  | Wienerberg (2032-35)             |                  |                                                 |

## Projet
Le projet U2XU5, il prévoit notamment la création d'une ligne U5 automatique qui reprendra en 2026, après travaux le tronçon de la ligne U2 comprenant les stations Karlsplatz, Museumsquartier, Volkstheater et Rathaus.